# Passagem de Curupaiti
A passagem de Curupaiti foi uma operação naval aliada executada no dia 15 de agosto de 1867, sob o contexto da guerra do Paraguai, que tinha por objetivo forçar a passagem dos encouraçados brasileiros contra as fortificações defensivas instaladas no forte de Curupaiti às margens do rio Paraguai. Houve uma segunda passagem no dia 13 de fevereiro de 1868 com uma frota de monitores encouraçados destinados a encontrar a frota que havia atravessado primeiro para formarem a esquadra responsável por forçar a passagem de Humaitá.

## História
As dificuldades enfrentadas pelos aliados eram gigantescas. A guerra já estava em seu terceiro ano e eles estavam presos em uma pequena área no sudoeste do Paraguai, muito devido ao desastre que ocorrera cerca de um ano antes na Batalha de Curupaiti. Uma vitória de propaganda era urgente para elevar o moral das tropas. Humaitá era o foco principal mas Curupaiti estava no caminho.
O alto comando da marinha imperial ponderara forçar a passagem sobre Curupaiti e Humaitá porém consideraram um feito praticamente impossível. Curupaiti era um conjunto de fortificações e trincheiras, alguns quilômetros rio abaixo da fortaleza de Humaitá, e parte do complexo defensivo de Humaitá. Ficava em uma "esquina" do Quadrilátero - a linha de terraplenagem que protegia Humaitá do confinamento em seu lado terrestre - no local onde ocorrera a desastrosa batalha terrestre. Só a sua artilharia fluvial continha 35 armas pesadas; de fato, os paraguaios tinham parcialmente pilhado Humaitá de suas armas para reforçar Curupaiti. O maior canhão atirava uma munição de 10 polegadas (25 cm); foi chamado El Cristiano.

## A passagem
Em 15 de agosto de 1867, as 06h40, os encouraçados brasileiros entraram em ação. Eles eram:
| Divisão                         | Navio                                    | Origem | Comandante            |
| ------------------------------- | ---------------------------------------- | ------ | --------------------- |
| 2ª Divisão (Rodrigues da Costa) | Brasil (Capitânia)                       |        | Salgado               |
|                                 | Mariz e Barros                           |        | Neves de Mendonça     |
|                                 | Tamandaré                                |        | Elisiário Barbosa     |
|                                 | Colombo                                  | P      | Bernardino de Queiroz |
|                                 | Bahia (Navio-almirante de divisão)       | P      | Pereira dos Santos    |
| 1ª Divisão (Tôrres e Alvim)     | Cabral                                   | P      | Jerônimo Gonçalves    |
|                                 | Barroso                                  |        | Silveira da Mota      |
|                                 | Herval                                   |        | Mimede Simões         |
|                                 | Silvado                                  | P      | Macedo Coimbra        |
|                                 | Lima Barros (Navio-almirante de divisão) | P      | Garsino de Sá         |

Na tabela, o símbolo P denota que o navio foi originalmente encomendado pelo Paraguai, mas obtido pelo Brasil devido ao não pagamento dos mesmos pelos paraguaios.
O almirante brasileiro Joaquim Inácio estava no comando geral na ponte do Brasil.

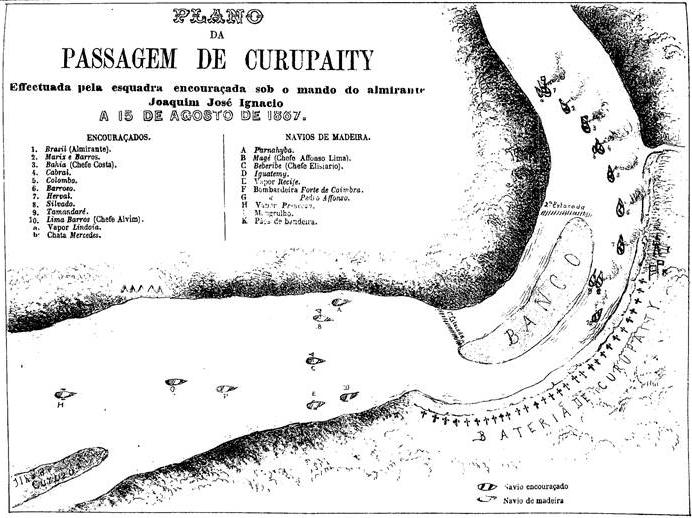
Passagem de Curupaiti. À direita, os encouraçados estão se arriscando no canal mais perto das armas enquanto as embarcações de madeira (à esquerda) estão fornecendo fogo de supressão.

Amarrado ao lado do Brasil estava o mensageiro a vapor Lindoya; O Colombo e o Cabral rebocaram uma chata cada.

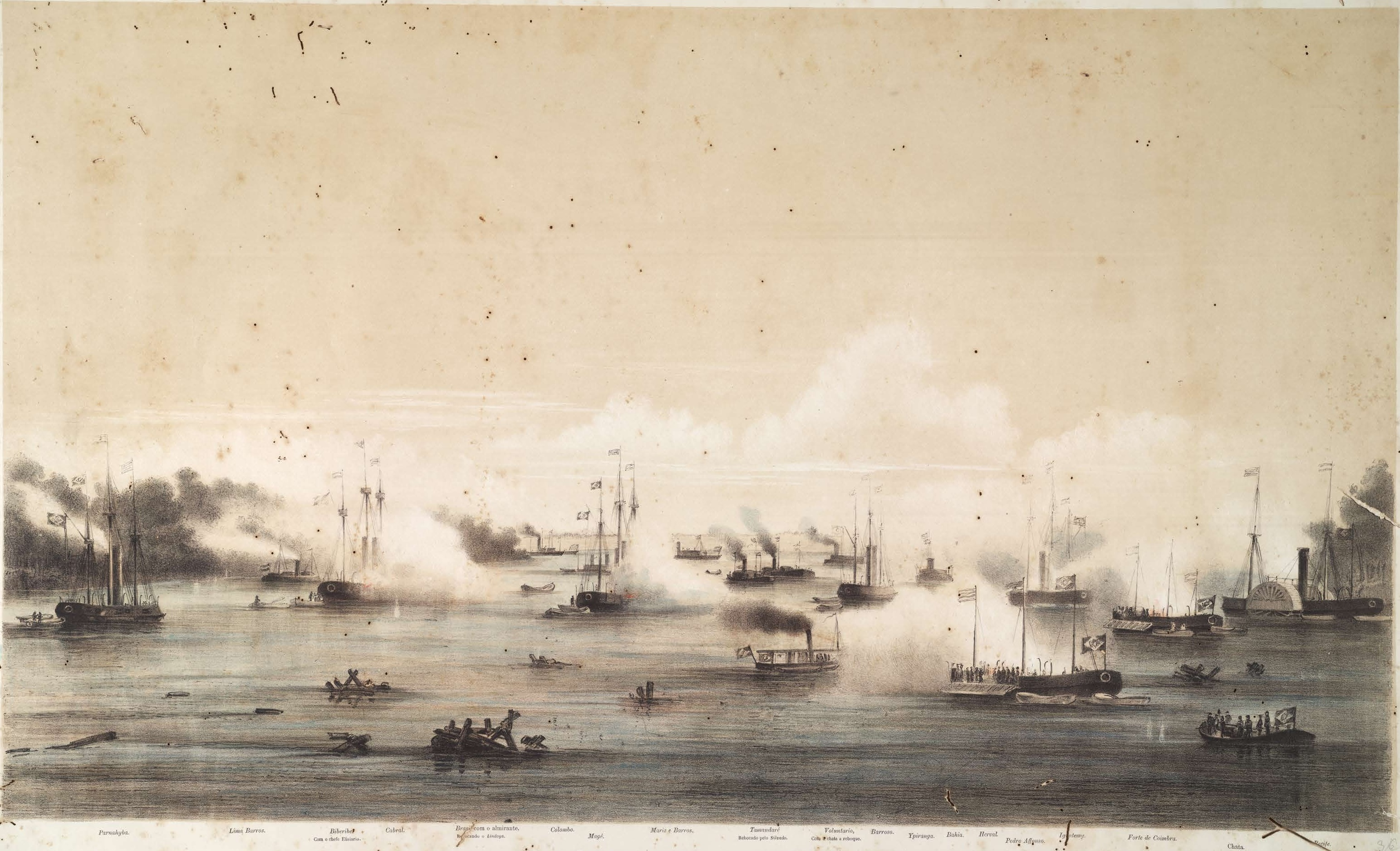
Passagem de Curupaity, efetuada em 15/08/1867 pelo Almirante Joaquim José Inácio, depois Barão de Inhaúma.

Neste ponto, o rio tinha dois canais. Um era mais profundo, mas estava mais perto das baterias inimigas, e a corrente era mais forte. No outro canal o risco de encalhar era muito grande; além disso, um desertor paraguaio afirmou que torpedos haviam sido colocados lá recentemente. Inácio optou por seguir pelo canal mais próximo das baterias, e sua escolha foi acertada. Enquanto as embarcações de madeira da marinha imperial forneciam fogo de supressão, os encouraçados atravessaram Curupaiti. Cada navio levou cerca de 40 minutos para passar.
Alguns navios ficaram muito danificados. Um tiro penetrou o Tamandaré através de uma de suas escotilhas matando ou ferindo 14 de sua tripulação. Seu motor fora danificado e parou deixando-os à deriva sob as armas do forte; ele foi resgatado pelo Silvado, que lhes jogou um cabo e levou-os a reboque. O comandante do Tamandaré Elisário Barbosa perdeu seu braço esquerdo. Segundo o Comandante Kennedy, o acidente com o Tamandaré obrigou o Colombo, que seguia atrás, a parar os motores para evitar um choque entre as embarcações. A forte correnteza os colocaram lado a lado, tornando a manobrabilidade impossível. O Colombo se aproximou dos canhões paraguaios, o que causou sérios danos antes que ele pudesse sair de sua posição perigosa. Houve 25 baixas brasileiras incluindo 3 mortos. Os encouraçados, tomando o canal mais próximo dos canhões paraguaios, escaparam de um perigo mais sério, pois logo após a passagem foram encontrados vários torpedos no outro canal.
Por este feito, em 27 de setembro, Joaquim Inácio recebeu o nobre título de Barão de Inhaúma.